# Kim Basinger

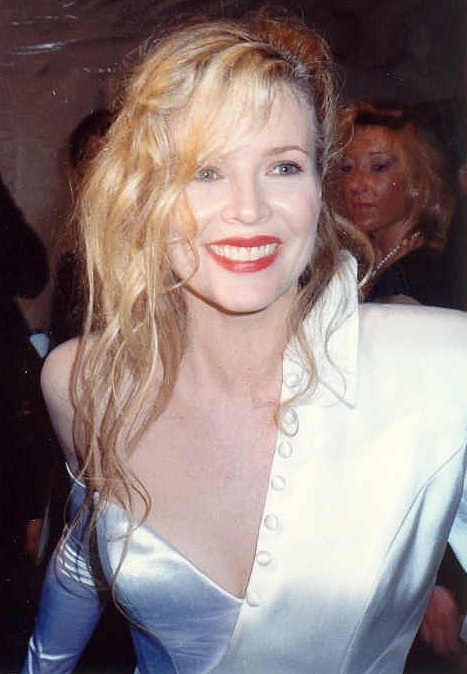
Kim Basinger bei der Oscar-Verleihung 1990

Kimila „Kim“ Ann Basinger [ˈbeɪsɪŋəɹ] (* 8. Dezember 1953 in Athens, Georgia) ist eine US-amerikanische Schauspielerin.

## Jugend
Kimila „Kim“ Basinger wurde als drittes von fünf Kindern des Jazzmusikers und Weltkriegsveteranen Don Basinger und seiner Frau Ann geboren, die als Synchronschwimmerin in Esther-Williams-Filmen mitgewirkt hatte. So war Kim Basinger das Showgeschäft von Kindheit an vertraut. Sie hat zwei Brüder und zwei Schwestern. Ihre Familie hat deutsche, schwedische sowie schottisch-irische Vorfahren und gehörte der methodistischen Konfession an.
In ihrer Jugend erhielt Basinger Ballettunterricht und war Mitglied der Cheerleader-Mannschaft ihrer Schule. Im Alter von 17 Jahren gewann sie einen Schönheitswettbewerb in Georgia. Anfang der 1970er Jahre unterschrieb sie einen Vertrag bei der Ford Model Agency,
ging nach New York und arbeitete als Fotomodell. Später nahm sie privaten Schauspielunterricht; sie hatte erste kleine Auftritte auf der Theaterbühne und als Sängerin in Clubs im New Yorker Stadtteil Greenwich Village.

## Karriere
Im Jahr 1976 zog Basinger nach Los Angeles und versuchte zunächst, als Fernsehdarstellerin in Hollywood Fuß zu fassen. So spielte sie erste Rollen in Fernsehfilmen und Serien wie Drei Engel für Charlie. Ihr Kinodebüt gab sie 1981 in dem Filmdrama Jodie – Irgendwo in Texas, in dem sie die weibliche Hauptrolle spielte. Ein erster Durchbruch als Filmschauspielerin gelang ihr 1983 als Bond-Girl Domino Petachi in dem James-Bond-Film Sag niemals nie neben Sean Connery und spätestens an der Seite von Mickey Rourke in dem kontroversen Erotikfilm 9½ Wochen (1986), mit dem sie vor allem durch eine vielzitierte Striptease-Einlage zu Joe Cockers You Can Leave Your Hat On zum Sexsymbol der 1980er Jahre avancierte.

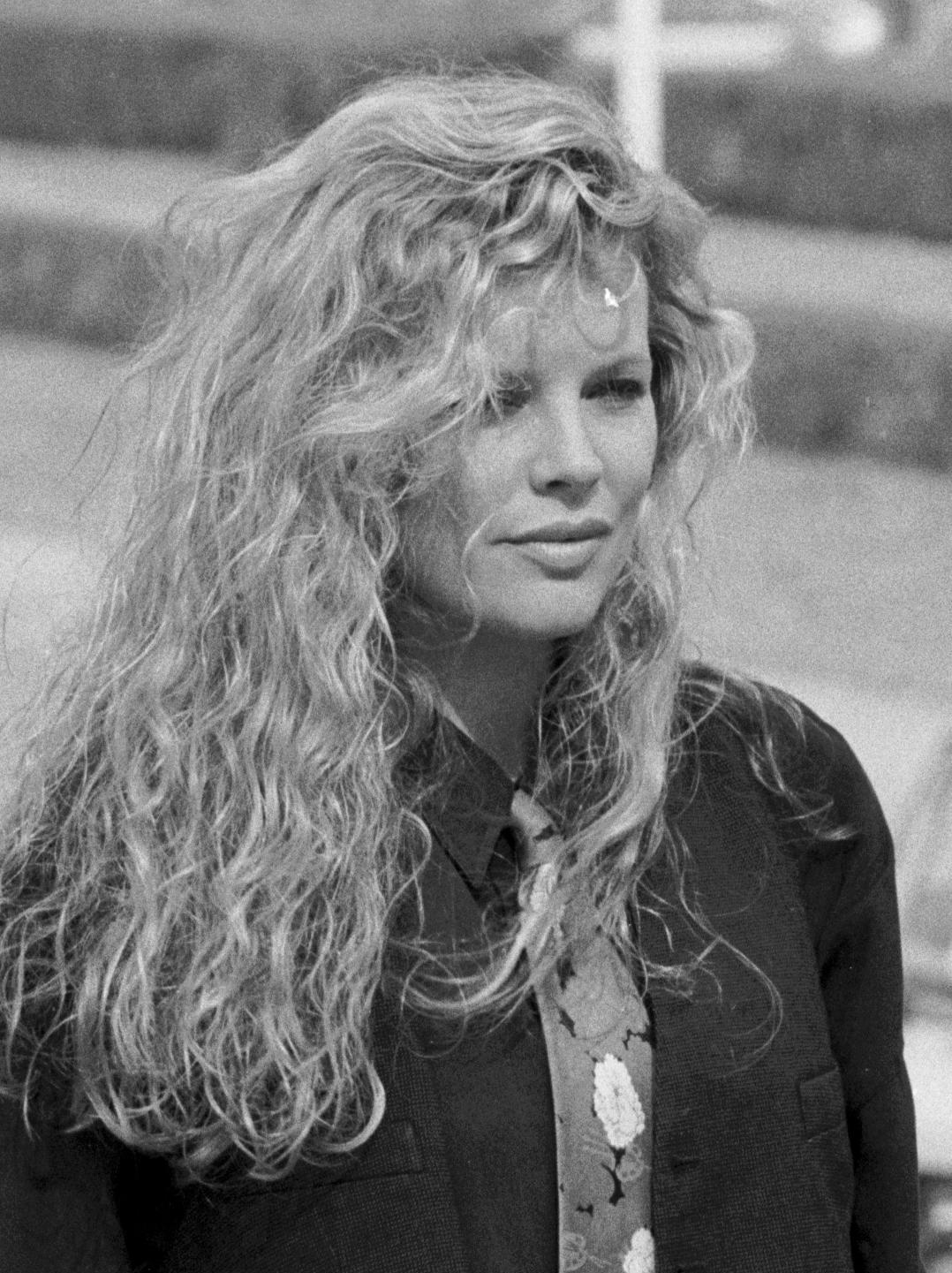
Basinger 1989 beim Festival des amerikanischen Films in Deauville

1989 trat sie in Tim Burtons Comicverfilmung Batman auf, in der sie kurzfristig ihre Schauspielkollegin Sean Young in der weiblichen Hauptrolle ersetzte und so als Fotojournalistin Vicky Vale an der Seite von Jack Nicholson und Michael Keaton zum Einsatz kam. Der Film spielte über 400 Millionen US-Dollar an den Kinokassen ein und wurde damit zum kommerziell erfolgreichsten Filmprojekt in Basingers Laufbahn. Außerdem wirkt Basinger auf dem Album Batman von Prince mit, der in vier Songs Filmzitate der Schauspielerin sampelte. Anfang der 1990er Jahre übernahm sie in den Filmen Die blonde Versuchung (neben Alec Baldwin) und Eiskalte Leidenschaft (neben Richard Gere) jeweils die weibliche Hauptrolle.
1992 schlug sie die Hauptrolle in Basic Instinct aus, die schließlich Sharon Stone erhielt. 1993 übernahm sie die Hauptrolle in dem Heist-Movie Karen McCoy – Die Katze, der jedoch an den Kinokassen katastrophal floppte. 1994 spielte sie in dem erotisch aufgeladenen Thriller Getaway erneut an der Seite von Alec Baldwin, mit dem sie damals auch verheiratet war. 1997 gelang ihr mit dem in den 1950er Jahren spielenden Neo-Noir L.A. Confidential unter der Regie von Curtis Hanson ein großer Erfolg als Schauspielerin. Sie erhielt 1998 einen Oscar in der Kategorie Beste Nebendarstellerin für die Rolle des Callgirls Lynn Bracken. Damit war sie das erste ehemalige Bond-Girl, das diesen Preis gewann.
Spätestens zu dieser Zeit gehörte Basinger zu den bestbezahlten Hollywoodstars. Für den Film Ich träumte von Afrika (2000) erhielt sie eine Gage von fünf Millionen US-Dollar. Der Film war ein finanzieller Misserfolg. 2002 spielte sie in dem Musikdrama 8 Mile – erneut unter der Regie von Curtis Hanson – die alkoholkranke Mutter des von Eminem verkörperten Protagonisten. Der Film war ein kommerzieller Erfolg und erhielt den Oscar in der Kategorie Bester Filmsong. Basinger hatte auch Rollen in den Filmen Final Call – Wenn er auflegt, muss sie sterben (2004), The Sentinel – Wem kannst du trauen? (2006) und Auf brennender Erde (2008).
Im Jahr 2010 spielte sie an der Seite von Jungdarsteller Zac Efron in dem Drama Wie durch ein Wunder. Später wirkte sie kaum noch in nennenswerten oder kommerziell erfolgreichen Produktionen mit, so etwa in dem in Deutschland spielenden und wenig beachteten Independent-Film Um jeden Preis (2014), in dem sie eine Frau spielte, die sich nach mehreren Fehlgeburten auf illegale Weise ein Kind beschaffen will. 2017 spielte sie im zweiten Teil der Filmreihe Fifty Shades of Grey mit der Rolle der Elena Lincoln die Geschäftspartnerin und ehemalige Geliebte von Christian Grey. Sie erhielt dafür 2018 eine Goldene Himbeere als schlechteste Nebendarstellerin. Im dritten Teil Fifty Shades of Grey – Befreite Lust sollte sie erneut die Elena spielen und war auch in den Trailern zu sehen. Ihre Szenen wurden jedoch aus der endgültigen Filmfassung herausgeschnitten. Es war Basingers bisher letzte Arbeit als Schauspielerin vor der Kamera. Als Sprecherin lieh sie danach ihre Stimme der Sally Smith in der Serie Comrade Detective (2017) und sprach 2021 die Rolle „Mother Bear“ in dem animierten Kurzfilm Back Home Again.

## Privatleben

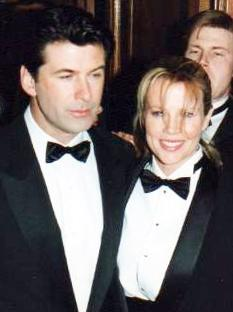
Kim Basinger mit Alec Baldwin bei der César-Verleihung 1994

Basinger war von 1980 bis 1989 mit dem Visagisten Ron Snyder verheiratet, den sie 1980 bei den Dreharbeiten zu dem Film Jodie – Irgendwo in Texas kennengelernt hatte. 1993 heiratete sie ihren Filmpartner Alec Baldwin. Aus dieser Ehe, die 2002 geschieden wurde, stammt die gemeinsame Tochter Ireland Baldwin (* 1995), die heute in den USA ein bekanntes Model ist. Seit 2014 ist Basinger mit dem Haarstylisten Mitch Stone liiert.
Seit einigen Jahren widmet sich Basinger vorrangig dem Tierschutz. Zusammen mit Priscilla Presley setzt sie sich unter anderem gegen den Verzehr von Hundefleisch in asiatischen Ländern ein.

## Filmografie (Auswahl)
- 1976: Gemini Man (Miniserie, Folge 1x04)
- 1976: Drei Engel für Charlie (Charlie’s Angels, Fernsehserie, Folge 1x05)
- 1977: Der Sechs-Millionen-Dollar-Mann (The Six Million Dollar Man, Fernsehserie, Folge 4x13)
- 1978: Der Geist von Flug 401 (The Ghost of Flight 401)
- 1981: Jodie – Irgendwo in Texas (Hard Country)
- 1981: Killjoy – Mörderische Begegnung (Killjoy)
- 1982: Goldfieber (Mother Lode)
- 1983: Sag niemals nie (Never Say Never Again)
- 1983: Frauen waren sein Hobby (The Man Who Loved Women)
- 1984: Der Unbeugsame (The Natural)
- 1985: Fool for Love
- 1986: 9½ Wochen (Nine 1/2 Weeks)
- 1986: Gnadenlos (No Mercy)
- 1987: Blind Date – Verabredung mit einer Unbekannten (Blind Date)
- 1987: Nadine – Eine kugelsichere Liebe (Nadine)
- 1988: Meine Stiefmutter ist ein Alien (My Stepmother Is an Alien)
- 1989: Batman
- 1991: Die blonde Versuchung (The Marrying Man)
- 1992: Eiskalte Leidenschaft (Final Analysis)
- 1992: Cool World
- 1993: Karen McCoy – Die Katze (The Real McCoy)
- 1993: Wayne’s World 2
- 1994: Getaway (The Getaway)
- 1994: Prêt-à-Porter
- 1997: L.A. Confidential
- 1998: Die Simpsons (The Simpsons, Folge 10x05, Stimme)
- 2000: Ich träumte von Afrika (I Dreamed of Africa)
- 2000: Die Prophezeiung (Bless the Child)
- 2002: 8 Mile
- 2002: Im inneren Kreis (People I Know)
- 2004: The Door in the Floor – Die Tür der Versuchung (The Door in the Floor)
- 2004: Elvis Has Left the Building
- 2004: Final Call – Wenn er auflegt, muss sie sterben (Cellular)
- 2006: Tödlicher Einsatz (Even Money)
- 2006: The Sentinel – Wem kannst du trauen? (The Sentinel)
- 2006: Das Geheimnis der Meerjungfrau (The Mermaid Chair)
- 2008: Auf brennender Erde (The Burning Plain)
- 2008: While She Was Out
- 2010: Wie durch ein Wunder (Charlie St. Cloud)
- 2013: Dritte Person (Third Person)
- 2013: One Square Mile
- 2013: Zwei vom alten Schlag (Grudge Match)
- 2014: Um jeden Preis (I Am Here)
- 2016: The Nice Guys
- 2017: Fifty Shades of Grey – Gefährliche Liebe (Fifty Shades Darker)
- 2018: Fifty Shades of Grey – Befreite Lust (Fifty Shades Freed)

## Auszeichnungen
Oscar
- 1998: Auszeichnung als Beste Nebendarstellerin für L.A. Confidential

British Academy Film Award
- 1998: Nominierung als Beste Hauptdarstellerin für L.A. Confidential

Golden Globe Award
- 1985: Nominierung als Beste Nebendarstellerin für Der Unbeugsame
- 1998: Auszeichnung als Beste Nebendarstellerin für L.A. Confidential

Goldene Himbeere
- 1987: Nominierung als Schlechteste Schauspielerin für 9½ Wochen
- 1992: Nominierung als Schlechteste Schauspielerin für Die blonde Versuchung
- 1993: Nominierung als Schlechteste Schauspielerin für Cool World und Eiskalte Leidenschaft
- 1995: Nominierung als Schlechteste Schauspielerin für Getaway
- 2001: Nominierung als Schlechteste Schauspielerin für Die Prophezeiung  und Ich träumte von Afrika
- 2005: Nominierung als Schlechteste Verliererin der letzten 25 Jahre mit insgesamt sechs erfolglosen Nominierungen
- 2018: Auszeichnung als Schlechteste Nebendarstellerin für Fifty Shades of Grey – Gefährliche Liebe

Jupiter
- 1988: Auszeichnung als Beste Darstellerin für 9½ Wochen

MTV Movie Awards
- 1992: Nominierung als Begehrenswerteste Schauspielerin für Eiskalte Leidenschaft
- 1993: Nominierung als Begehrenswerteste Schauspielerin für Cool World
- 1994: Nominierung für den Besten Filmkuss in Wayne’s World 2 (mit Dana Carvey)
- 1994: Nominierung als Begehrenswerteste Schauspielerin für Getaway

Saturn Award
- 1990: Nominierung als Beste Hauptdarstellerin für Meine Stiefmutter ist ein Alien
- 1991: Nominierung als Beste Nebendarstellerin für Batman
- 2005: Nominierung als Beste Nebendarstellerin für Final Call – Wenn er auflegt, muss sie sterben

Screen Actors Guild Award
- 1998: Auszeichnung als Beste Nebendarstellerin für L.A. Confidential
- 1998: Nominierung als Teil des Besten Schauspielensembles für L.A. Confidential